# Jurca
Jurca je 692. najbolj pogost priimek v Sloveniji, ki ga je po podatkih Statističnega urada Republike Slovenije na dan 1. januarja 2010 uporabljalo 465 oseb.

## Znani nosilci priimka
- Aleksej Jurca (*2000), astrofizik, čudežni otrok
- Anton (Tone) Jurca, arhivar
- Bojan Jurca, ilustrator
- Branka Jurca (1914—1999), otroška in mladinska pisateljica
- Dalja Sever Jurca (1927—2017), zdravnica in prevajalka
- Emil Jurca, arhitekt
- Josip Jurca (1884—1963), pravnik, stenograf in prevajalec
- Jože Jurca (*1940), veterinar, mikrobiolog, zgodovinar veterinarstva
- Karel Jurca, pisec dnevnika med 1. svetovno vojno
- Laura Jurca, romunska gimnastičarka
- Leopold Jurca (1905—1988), duhovnik in narodni delavec, koprski prošt in generalni vikar
- Maks(imiljan) Jurca (1913—1982), glasbeni pedagog (pravnik)
- Marijan Jurca (1925—2017), zdravnik maksilofacialni in oralni kirurg, prof. MF
- Mary Jurca (?—1981), baletna plesalka in pedagoginja
- Niko Jurca (*1953), arhitekt, urbanist, drž. sekretar
- Pavel Jurca, TV in filmski snemalec
- Sabina Jurca (*1965), živilska tehnologinja
- Samo Jurca, oblikovalec zvoka
- Sanja Jurca Avci (*1959), scenografka, kostumografka (arhitektka)
- Stane Jurca (*1933), metalurg, alpinist in publicist
- Tomo Jurca, dr., zgod.? publicist, prevajalec, urednik
- Vesna Jurca Tadel (*1963), dramaturginja, gledališka in literarna kritičarka